# نجلاء شعير
نجلاء شعير ممثلة مصرية .

## عن حياتها
شاركت في عشرات الأعمال ما بين السينما والمسرح والتلفزيون .

### المسلسلات
- أرض النعام
- ألف سلامة
- مزاج الخير
- ريا وسكينة

### السينما
- فرحان ملازم آدم
- كان يوم حبك

### المسرحيات
- السيد ملطشه

### الفوازير
- مسلسليكو :2013

### سهرات تلفزيونية
- أوقات مسروقه من الزمن
- أيام الطفولة
- همس الكناريا

## روابط خارجية
- نجلاء شعير على موقع الدهليز
- نجلاء شعير على موقع قاعدة بيانات الأفلام العربية